# Vaccinium crenatum
Vaccinium crenatum là một loài thực vật có hoa trong họ Thạch nam. Loài này được (G.Don) Sleumer miêu tả khoa học đầu tiên năm 1935.